# 扎魯賓齊 (茲巴拉日市鎮)
49°41′31″N 25°41′26″E / 49.69194°N 25.69056°E
扎魯賓齊（烏克蘭語：Зарубинці）是位於烏克蘭西部特諾皮爾州裏特諾皮爾區的村莊，始建於1582年，面積1.82平方公里，2001年人口653，人口密度每平方公里358.2人。